# 친킴
친킴(ᠴᠢᠩᠭᠢᠮ, 중문명:眞金 真金, 첸진, 키릴 문자 Чингим, 1243년 7월 8일(음력 6월 20일) ~ 1286년 1월 5일(음력 1285년 12월 10일))은 몽골 제국과 원나라의 황족이었다. 그는 원나라의 창건자 쿠빌라이와 옹기라트부 출신 차브이 황후의 차남이었다. 쿠빌라이 칸의 황태자였으나, 부왕보다 일찍 사망했다. 집사의 페르시아 어 표기로는 (چيم كيم )이다. 청나라 때는 첸지안(진친, 珍戩)으로 불렸다. 그는 충렬왕(忠烈王)의 처남이기도 하다. 이름은 중국 승려 하이윤이 순금을 뜻하는 한자 진금(眞金)에서 따서 붙였다. 페르시아어 사서에서는 침킴(چيم كيم)으로 나타난다.
유년기에 중국식 성리학교육을 받고 성장했고, 1261년 연왕(燕王)에 책봉됐다. 병약한 형 타르지의 요절 후 태자로 책봉되었다. 중서령에 임명되어 아버지 쿠빌라이 칸을 대신하여 중서성을 맡고, 1264년 추밀원사가 되어 군권 일부를 장악하였다. 1279년부터는 국정에 참여, 정무를 주관하였으나, 색목인 출신 상서성 재무관료 아흐메드와 갈등하였다. 만년에 아버지 쿠빌라이 칸의 의심과 견제를 받던 중, 알콜중독으로 지원(至元) 22년 12월 10일(1286년 1월 5일)에 부왕보다 앞서 사망했다. 1293년 2월 명효태자(明孝太子)의 시호를 받고, 1294년 정비 코코진 소생 셋째 아들 원 성종(元成宗) 즉위 후 추숭되었였으며, 묘호는 유종(裕宗), 시호는 문혜명효황제(文惠明孝皇帝)이다.

## 생애

### 생애 초반
1243년(몽골 퇴레게네 섭정 2년) 7월 8일(음력 6월 20일) 허베이성 쿠빌라이의 개인 영지에서 훗날 몽골 제국의 대칸이자 원나라를 건국한 쿠빌라이 칸과, 그의 계비 옹기라트부 출신 안진 노얀의 딸 소예순성황후 차브이 카툰(Čabui, 察必)의 둘째 아들로 태어났다. 그의 생일은 실전되었다가 2008년 3월 중국 중앙연구원역사어연구소(中央研究院歷史語言研究所)의 홍금부(洪金富)가 〈元《析津志•原廟•行香》篇疏證〉 제79권 40페이지에서 "15.裕宗皇帝，愍忌，白塔寺，大小官，〔六月〕二十日。"라는 구절을 찾아내 알려지게 됐다.
그의 이름은 쿠빌라이가 초빙한 북부 중국의 저명항 불교 승려 하이윤(海雲)이 친킴(眞金)이라 지어주었다. 친킴, 진금은 한자로 순금을 의미한다. 페르시아어 사서에서 그의 이름은 침킴(چيم كيم)으로 나타난다. 그가 태어날 당시 아버지 쿠빌라이 칸은 허베이 성 일대를 통치하고 있었다. 정확한 생일은 전하지 않는다. 그에게는 형 도르지가 있었고, 친동생으로 안서왕 망갈라, 북평왕과 진왕으로 책봉되고 몽골고원에 파견된 노무간 등이 있었다.
쿠빌라이 카안은 한인 조씨(趙氏)를 친킴의 유모로 정하였다. 친킴의 유모 조씨는 1271년(지원 8년) 3월 26일 특별히 태자의 유모라 하여 유국부인(豳國夫人)에 봉해지고, 그의 남편으로 이미 죽은 공덕록(巩德祿 혹은 鞏德祿)은 덕육공(德育公)에 추봉하였다.
친킴의 어린 시절에 대한 기록은 원사, 원사연의에는 나타나지 않는다. 친킴의 용모에 대한 것은 원사, 원사연의 등에 기록이 나타나지 않는다. 1248년 쿠빌라이 카안의 명으로 형제들과 글을 배우기 시작했다. 이때 칭기즈 칸의 친위대원의 아들이자 보르테 카툰의 시종이었던 집안의 아들 볼라드 등 귀족 자제들과 함께 글을 배우게 되었다.

### 청소년기
소년 시절 내몽골의 도시이자 아버지 쿠빌라이 칸의 대중국 통일전쟁 본거지였던 개평부(훗날의 상도)에 체류하며 쿠빌라이의 한인 브레인에 둘러싸여 자랐다. 아버지 쿠빌라이 칸은 중국인 출신 유학자 요추(姚樞), 두묵(竇默)을 초빙하여 그에게 성리학을 배우게 했고, 소년 시절에 그는 효경(孝經) 내용을 암송할 정도가 되었다. 쿠빌라이 카안은 이를 크게 기뻐했다 한다. 왕선은 그에게 중국의 고전을 가르쳤다. 친킴은 도교의 술사들과도 교유하는 한편, 티베트 불교의 팍스파 라마를 만나 그의 가르침을 받았다.
그의 아버지 쿠빌라이 칸의 형이자 친킴의 큰아버지 몽케 칸의 통치기간 중, 몽케 칸은 쿠빌라이를 견제하면서도 중국 공략을 맡겼다. 아버지 쿠빌라이 칸이 남송 공략에 나서는 동안, 그는 쿠빌라이 칸의 중국 정벌군 본부격인 내몽고의 도시 개평부에서 요추를 비롯한 쿠빌라이 칸의 중국인 브레인에 둘러싸여 자랐다. 또한 티베트 불교의 파그파 라마와도 교류하였고, 도교 관련 서적도 접하였다.
1259년 쿠빌라이 칸이 남송 정벌에 출정중일 때 친킴은 카라코룸에 있었고, 아리크부카 일파의 대권 계승 상황을 예의주시하였다.
친킴의 성격과 용모에 대한 구체적인 기록은 나타나지 않는다. 신원사의 권 113권에는 태자는 지성으로 효도를 다했다(太子性至孝)는 구절이 짧게 언급되어 있다. 그는 글씨를 잘 썼는데, 《經世大典·禮典序錄·禦書》에는 그가 쓴 '我國家自世祖皇帝爰擇名儒以傅東宮 是故裕宗皇帝之在春坊 嘗有日習仿書 藏之東觀 以示子孫'라는 글씨가 수록되었다 한다. 그러나 그의 글을 수록한 이 책은 현재 전하지 않는다.

### 청년기
1261년 12월 15일 그는 연왕(燕王)에 봉해지고 대도와 주변 지역을 다스리다가, 아버지 쿠빌라이 칸이 관제를 중국식으로 개편하면서 영중서성사(領中書省事)를 겸직했다. 친킴이 중국어와 중국 문화를 잘 이해한 것을 본 쿠빌라이 칸은 그를 신뢰하여 자신의 대리자로 지명했다. 1262년 12월 2일 다시 연왕(燕王)에 책봉되고 겸임 수중서령(守中書令)에 임명되었다. 병약했던 친형 태자 타르지가 1263년 요절하면서 쿠빌라이칸의 후계자로 지정되었다. 1263년 5월 6일에는 다시 수중서령(守中書令)에 임명되고, 같은 날 판추밀원사(判樞密院事)를 겸하여 군정 기관 추밀원도 장악하고, 중국 북부의 정치, 행정을 장악하였다. 그해 8월 쿠빌라이 카안은 그에게 칙령을 관리하도록 명했다. 1264년 다시 판추밀원사에 임명되었다. 1267년 3월 세조 쿠빌라이 칸은 연왕 친킴, 망갈라(忙阿剌), 노무간(那沒罕), 후게치(忽哥赤) 등에게 은(銀) 3만냥을 하사했다.
1271년 아버지 쿠빌라이 칸이 원나라를 선포하고 황제가 되었다. 1273년 2월 21일 황태자로 진봉되고, 겸 중서령(中書令) 판추밀원사에 임명되어 중서성과 군권을 통할하게 하였다. 형 타르지가 미혼에 상속인이 없이 사망하여, 당대의 몽골인들은 친킴을 사실상 세조 쿠빌라이 카안의 장남으로 취급하였다. 그해 4월 2일 태위(太尉)직을 겸직했다.
중국 문화와 유학에 대한 이해도가 높았지만 그는 구 한인 유학자들이 꺼리는 티베트 불교를 신봉하였다. 또한 도교에도 호의적이었다. 그는 한인 유학자들 외에도 색목인 등 타민족 출신 인사들을 조정에 채용하였다.

### 태자 책봉과 조정 장악
그는 어려서부터 한인에 대한 이해가 깊어져 있었다. 친킴은 중급, 하급 관료들 중 중서성에 모인 한인 출신 관료의 지지를 받았다. 또한 중서성의 우승상 안톤(安童)은 칭기즈 칸의 공신 무칼리의 증손이며, 친킴의 어머니 차브이 카툰의 자매이자 보르테 카툰의 친정 조카딸이었다. 쌍방의 외가인 옹기라트 부족을 필두로하는 몽골 귀족층 역시 친킴을 지지하였다.
그는 코코진(Kökejin, 闊闊眞)과 결혼하여 원 성종 테무르(鐵穆耳)를 낳았다. 그녀는 곤기라트(Qonggirad, 弘吉剌) 부족 출신으로 쿠빌라이의 차남 친킴의 처로 받아들여져 1263년에서 1265년까지 3년간 아들 카말라(Kammala, 甘麻剌), 다르마발라(Tarma Balā, 答剌麻八剌), 테무르를 얻었다. 또다른 아내인 알치미시 카툰은 원사 후비표에 이름만 전하고, 상세한 행적은 나타나지 않는다.
1267년에서 1279년 기간 중 쿠빌라이 칸이 남송 원정 전쟁에 출정했을 때 친킴은 부황을 대리하여 정무를 관장하였다. 1273년 원 세조는 친킴을 공식 후계자로 확정하였다. 그해 3월 13일 쿠빌라이 카안은 차브이 카툰과 친킴을 황후, 태자로 책립했고 4월 2일 황태자로 공식 책봉되었다. 1280년 10월 29일 조령을 내려 조정에 참예하게 했다.
한편 쿠빌라이 카안은 무슬림 아흐메드를 중용, 그를 화북 지역의 재무장관으로 임명하여 화북지역의 조세 업무를 맡겼다. 아흐메드를 중심으로 무슬림, 투르크인 관료들이 모이는 한편, 한인, 몽골인들은 이에 불만을 품고 친킴의 아래에 모여 암암리에 대립하게 되었다.
쿠빌라이는 황태자를 미리 세워서 후계 문제에 따른 분쟁을 막으려 했다. 그러나 친킴은 아흐메드 등 상서성의 무슬림 재무관료들을 극도로 미워하여 갈등이 생겼고, 조회석상에서 아흐메드를 간신이라며 공격했다. 아흐메드와의 갈등은 곧 쿠빌라이와의 갈등으로 이어졌다. 아흐메드 등은 화북지역의 재정권한을 쥐고 있었다. 1280년 원나라의 조정은 친킴을 지지하는 파벌과 상서성 아흐메드를 지지하는 파벌 간 권력 다툼이 발생하고, 1281년 아흐메드의 후견인이었던, 친킴의 모후 차브이 카툰이 죽자 친친킴파와 친아흐메드파 사이의 갈등은 격화되었다. 1282년 4월 10일에 친킴 파의 한인 관료에 의해 아흐메드가 자택에서 암살되었다. 아흐메드의 사후 더 이상 황태자 친킴의 권한에 견제할 수 있는 세력은 거의 사라졌다.
1281년에 모후 차브이가 사망하며 군주 후·비의 궁과 소속 영지 및 재산은 동일 부족 출신의 후·비가 상속하는 몽골의 전통을 따라 생전의 차브이가 모은 막대한 재산을 코코진이 상속하였다. 그해 한때 부황 쿠빌라이 칸의 미움을 받고 한때 북방 몽골고원으로 추방되었다가 돌아왔다. 친킴은 이를 불쾌히여겼다. 10월 21일 스스로 북변으로 갔다가 돌아왔다.

### 생애 후반
1285년 어사대에서 쿠빌라이 카안에게 친킴에게 양위하라는 상소를 올렸다가 쿠빌라이 카안의 분노를 샀다. 그러나 어사대 관료들은 처벌받지 않았고, 친킴에게도 아무런 불이익이 가해지지 않았다. 그해 아흐메드의 측근인 타지코(塔即古)가 어사대에 쿠빌라이 카안에게 친킴 태자에게 양위하라는 주장(奏章)을 올렸다. 그러나 친킴이 당시 중국 한인들로부터 폭넓은 지지를 얻은 것을 알게 된 쿠빌라이 칸은 격분하여, 황태자 친킴을 불쾌히 여기면서도 두려워했다. 친킴은 두려움으로 전전긍긍했고, 지병이 악화되었다. 그는 술을 많이 마시게 됐고, 이내 건강이 급격히 악화되었다.
1285년 근심과 걱정으로 스트레스성 병이 생겼다. 술을 좋아했던 그는 1286년 1월 5일에 과도한 음주로 인한 알콜중독, 스트레스 등으로 갑자기 사망했다. 친김 태자가 쿠빌라이보다 먼저 죽고, 원나라에 의해 최고의 권력과 재산이 있는 세력이 있는 황태자부의 관리 권한은 코코진에게 넘어갔다. 그의 갑작스러운 죽음은 쿠빌라이 칸에게 회한과 타격을 주었다 한다.

### 사후
고려에는 뒤에 전달돼, 1286년 5월 4일 제안공 왕숙(齊安公 王淑), 상장군 인후(印侯)를 보내 친킴의 상을 조문하게 했다.
그의 장지에 대한 기록은 미상이다. 일설에는 기련곡(부르트 칼둔)에 매장되었다고 하나 불확실하다. 친킴의 갑작스러운 죽음은 쿠빌라이 칸에게 회한을 남겼고 친킨의 아들들을 총애하였다. 이후 쿠빌라이 칸은 술을 많이 마시기 시작했고, 과식, 폭식하여 통풍에 걸리고, 건강이 급속히 악화되기 시작했다 한다. 그가 죽자 동생 노무간은 황태자가 될 것을 기대했으나, 친킴을 안타까이 여겼던 아버지 쿠빌라이 칸은 친킴의 아들 다르마발라를 택했다. 바로 다르마발라를 황태손에 책봉했지만, 다르마발라 역시 1292년 병으로 요절하고 테무르를 황태손으로 세웠다. 1293년 2월 25일 쿠빌라이 칸은 그에게 직접 명효태자(明孝太子)라는 시호를 추서했다. 10월 23일 세조의 명으로 태묘에 부묘하였다.
1294년 5월 10일 원 성종 테무르는 즉위 직후 반포한 조서에서 아버지 친킴을 황제로 추존했다. 6월 3일에는 원 성종은 그에게 유종(裕宗)의 묘호와 중국식 시호로는 문혜명효황제(文惠明孝皇帝)라는 시호를 추서했다. 추존된 칸호에 대해서는 미상이다.
청나라 때 그의 이름은 진친(珍戩)으로 불리다가 청나라 멸망 후 원래 이름대로 되돌려졌다.

## 가족 관계

### 조부모와 부모
- 조부 : 추존황제 예종(睿宗) 툴루이(拖雷)
- 조모 : 헌의장성황후(顯懿莊聖皇后) 케레이트씨(怯烈氏)
- 부친 : 원나라 초대 황제 세조(世祖) 쿠빌라이(忽必烈)
- 모친 : 소예순성황후(昭睿順聖皇后) 옹기라트씨(弘吉剌氏)

### 후비
- 휘인유성황후(徽仁裕聖皇后) 옹기라트씨(弘吉剌氏): 추존황후(追尊皇后)
- 안진미실 비자(安眞迷失 妃子), 알치미시 카툰

### 황자
(모두 휘인유성황후 소생.)
1. 진헌무왕(晉獻武王) 카말라(甘麻剌) - 태정제 즉위 후에 현종(顯宗)으로 추존.
2. 추존태자 다르마발라(答剌麻八剌) - 무종 즉위 후에 순종(順宗)으로 추존.
3. 황태손 테무르(鐵穆耳) - 원나라의 2대 황제 성종(成宗)

### 황녀
1. 조국공주(趙國公主) 홀답질미실(忽答迭迷失, 쿠타투미시), 옹기라트부 코르구스(조왕(趙王) 아이부카와 유리에(쿠빌라이 칸의 딸)의 아들)에게 하가
2. 노국대장공주(魯國大長公主) 남아불랄(南阿不剌), 옹기라트부 출신 노왕 만지타이에게 하가
3. 공주 부다간, 생모미상, 티베트 불교 지도자 장포 팔에게 하가[2]

### 족보
|  |                                     |  |  |  |  |  |  |  |  |  |  |  |  |  |  |  |
|  | 16. 예수게이 바하두르(원 열조)      |  |  |  |  |  |  |  |  |  |  |  |  |  |  |  |
|  |                                     |  |  |  |  |  |  |  |  |  |  |  |  |  |  |  |
|  |                                     |  |  |  |  |  |  |  |  |  |  |  |  |  |  |  |
|  | 8. 칭기스 카한(원 태조)             |  |  |  |  |  |  |  |  |  |  |  |  |  |  |  |
|  |                                     |  |  |  |  |  |  |  |  |  |  |  |  |  |  |  |
|  |                                     |  |  |  |  |  |  |  |  |  |  |  |  |  |  |  |
|  | 17. 호엘룬 (선의황후)               |  |  |  |  |  |  |  |  |  |  |  |  |  |  |  |
|  |                                     |  |  |  |  |  |  |  |  |  |  |  |  |  |  |  |
|  |                                     |  |  |  |  |  |  |  |  |  |  |  |  |  |  |  |
|  | 4. 툴루이 이크 카안 (원 예종)       |  |  |  |  |  |  |  |  |  |  |  |  |  |  |  |
|  |                                     |  |  |  |  |  |  |  |  |  |  |  |  |  |  |  |
|  |                                     |  |  |  |  |  |  |  |  |  |  |  |  |  |  |  |
|  | 18. 데이 세첸(=12)                  |  |  |  |  |  |  |  |  |  |  |  |  |  |  |  |
|  |                                     |  |  |  |  |  |  |  |  |  |  |  |  |  |  |  |
|  |                                     |  |  |  |  |  |  |  |  |  |  |  |  |  |  |  |
|  | 9. 부르테 우진 카툰(광헌익성황후)   |  |  |  |  |  |  |  |  |  |  |  |  |  |  |  |
|  |                                     |  |  |  |  |  |  |  |  |  |  |  |  |  |  |  |
|  |                                     |  |  |  |  |  |  |  |  |  |  |  |  |  |  |  |
|  | 19. 초탄(=13)                       |  |  |  |  |  |  |  |  |  |  |  |  |  |  |  |
|  |                                     |  |  |  |  |  |  |  |  |  |  |  |  |  |  |  |
|  |                                     |  |  |  |  |  |  |  |  |  |  |  |  |  |  |  |
|  | 2. 쿠빌라이 세첸 카안(원 세조)      |  |  |  |  |  |  |  |  |  |  |  |  |  |  |  |
|  |                                     |  |  |  |  |  |  |  |  |  |  |  |  |  |  |  |
|  |                                     |  |  |  |  |  |  |  |  |  |  |  |  |  |  |  |
|  | 20. 케레이트 쿠르차스쿠 부이루쿠    |  |  |  |  |  |  |  |  |  |  |  |  |  |  |  |
|  |                                     |  |  |  |  |  |  |  |  |  |  |  |  |  |  |  |
|  |                                     |  |  |  |  |  |  |  |  |  |  |  |  |  |  |  |
|  | 10. 자하감보                        |  |  |  |  |  |  |  |  |  |  |  |  |  |  |  |
|  |                                     |  |  |  |  |  |  |  |  |  |  |  |  |  |  |  |
|  |                                     |  |  |  |  |  |  |  |  |  |  |  |  |  |  |  |
|  | 21. 우메르                          |  |  |  |  |  |  |  |  |  |  |  |  |  |  |  |
|  |                                     |  |  |  |  |  |  |  |  |  |  |  |  |  |  |  |
|  |                                     |  |  |  |  |  |  |  |  |  |  |  |  |  |  |  |
|  | 5. 소르칵타니 베키 (장성황후)       |  |  |  |  |  |  |  |  |  |  |  |  |  |  |  |
|  |                                     |  |  |  |  |  |  |  |  |  |  |  |  |  |  |  |
|  |                                     |  |  |  |  |  |  |  |  |  |  |  |  |  |  |  |
|  | 11. 바사이                          |  |  |  |  |  |  |  |  |  |  |  |  |  |  |  |
|  |                                     |  |  |  |  |  |  |  |  |  |  |  |  |  |  |  |
|  |                                     |  |  |  |  |  |  |  |  |  |  |  |  |  |  |  |
|  | 1. 진킴                             |  |  |  |  |  |  |  |  |  |  |  |  |  |  |  |
|  |                                     |  |  |  |  |  |  |  |  |  |  |  |  |  |  |  |
|  |                                     |  |  |  |  |  |  |  |  |  |  |  |  |  |  |  |
|  | 12. 데이 세첸(=18)                  |  |  |  |  |  |  |  |  |  |  |  |  |  |  |  |
|  |                                     |  |  |  |  |  |  |  |  |  |  |  |  |  |  |  |
|  |                                     |  |  |  |  |  |  |  |  |  |  |  |  |  |  |  |
|  | 6. 알티 노얀(9의 형제) (제령충무왕) |  |  |  |  |  |  |  |  |  |  |  |  |  |  |  |
|  |                                     |  |  |  |  |  |  |  |  |  |  |  |  |  |  |  |
|  |                                     |  |  |  |  |  |  |  |  |  |  |  |  |  |  |  |
|  | 13. 초탄(=19)                       |  |  |  |  |  |  |  |  |  |  |  |  |  |  |  |
|  |                                     |  |  |  |  |  |  |  |  |  |  |  |  |  |  |  |
|  |                                     |  |  |  |  |  |  |  |  |  |  |  |  |  |  |  |
|  | 3. 차브이 카툰 (소예순성황후)       |  |  |  |  |  |  |  |  |  |  |  |  |  |  |  |
|  |                                     |  |  |  |  |  |  |  |  |  |  |  |  |  |  |  |
|  |                                     |  |  |  |  |  |  |  |  |  |  |  |  |  |  |  |
|  | 7. 제녕왕비 카진                    |  |  |  |  |  |  |  |  |  |  |  |  |  |  |  |
|  |                                     |  |  |  |  |  |  |  |  |  |  |  |  |  |  |  |
|  |                                     |  |  |  |  |  |  |  |  |  |  |  |  |  |  |  |

## 관련 작품

### 드라마
- 《호조 토키무네》 (2001년, NHK 대하드라마) - 아양가
- 《마르코 폴로》 (2014년, 미국 넷플릭스방송) - 레미 히
- 《마르코 폴로 시즌 2》 (2016년, 미국 넷플릭스방송) -레미 히

## 같이 보기
- 세조
- 원나라
- 몽골 제국
- 충렬왕
- 충선왕
- 테무르 올제이투

| 전임 쿠빌라이 | 제3대 중국 화북지역의 통치자 1261년 ~ 1271년 |  |